# Triple intervention

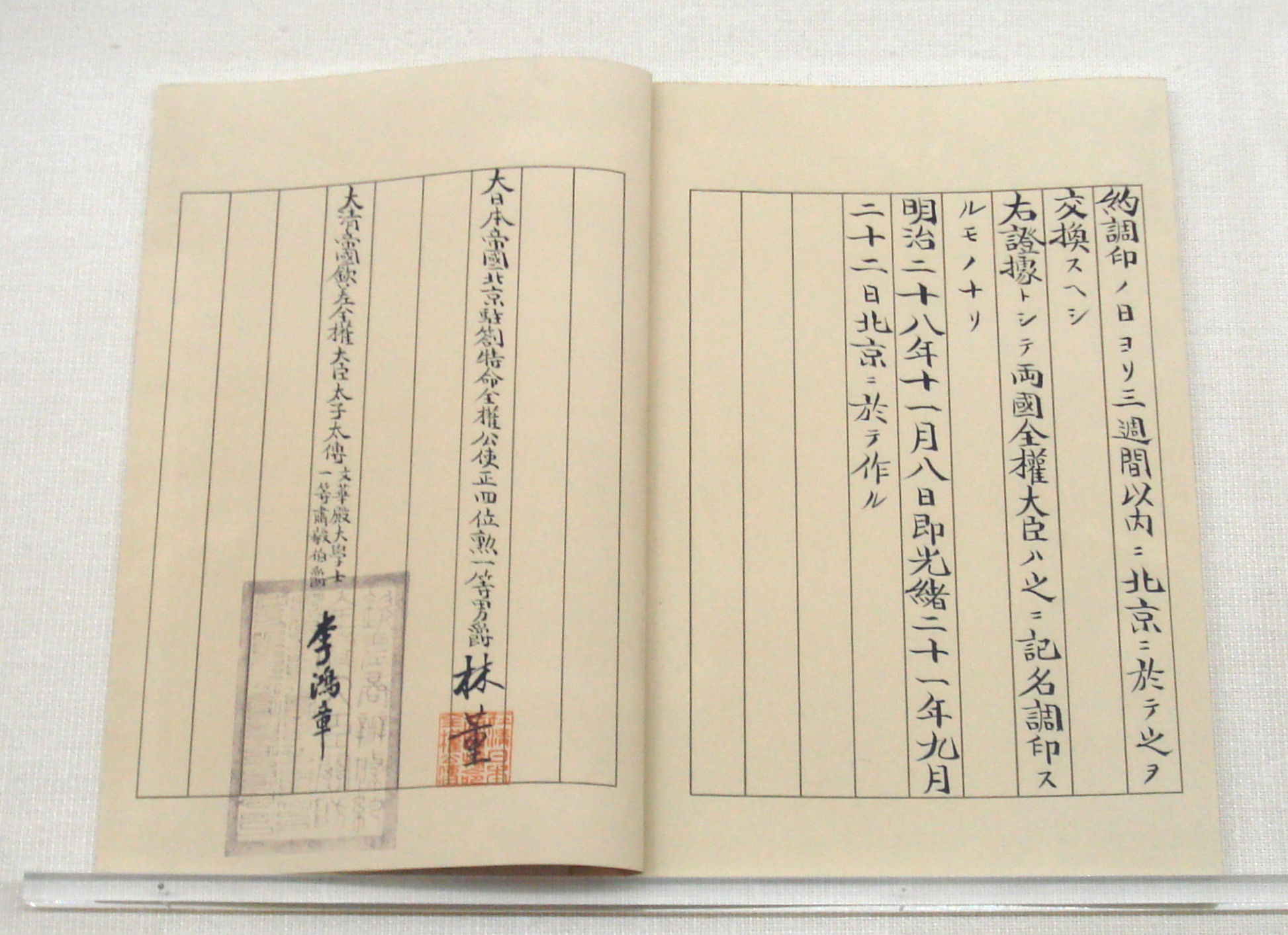
Convention de rétrocession de la péninsule du Liaodong, 8 novembre 1895.

L'intervention tripartite du 23 avril 1895, ou Triple intervention eut lieu pour modifier le traité de Shimonoseki signé entre l'empire du Japon et l'empire de Chine après la première guerre sino-japonaise.
Elle est le fait de trois puissances européennes, désireuses de limiter l'influence japonaise en Extrême-Orient et soucieuses de défendre leurs intérêts dans la Chine affaiblie de la dynastie mandchoue des Qing (ou Tsing).
- L'Empire russe

- La France

- L'Empire allemand

Poussées par la Russie, la France et l'Allemagne firent une déclaration de concert demandant au gouvernement de l'Empire du Soleil levant de ne pas annexer la péninsule de Liao-Dong séparant le golfe de Corée du golfe de Pétchili (aujourd'hui mer de Bohai), au fond de la mer Jaune. Au bout de la péninsule, se trouvait Port-Arthur qui avait été annexé par le Japon.
Le 5 mai 1895, le Premier ministre du Japon Itō Hirobumi dut s'incliner et les derniers soldats de l'armée impériale japonaise quittèrent la péninsule en décembre 1895, contre une indemnité de 450 millions de yens.

## Intérêts des puissances
La Russie impériale était la plus intéressée, car elle voulait défendre Vladivostok, port du Pacifique et étendre son influence en Extrême-Orient. Elle avait l'intention de faire de Port-Arthur un comptoir commercial et de son port libéré des glaces en hiver une base navale pour sa flotte du Pacifique, à l'instar de ce que feront deux ans plus tard les Anglais avec Hong Kong. Le Transsibérien commençait à se construire avec un tronçon en Mandchourie jusqu'à Port-Arthur. Elle ne s'était pas attendue à une victoire japonaise.
La France alliée de la Russie depuis 1892, était le principal bailleur de fonds pour la construction du Transsibérien et avait des intérêts financiers majeurs en Russie. Ses intérêts en Chine étaient plutôt à Canton et à Shanghai, mais elle craignait l'influence du Japon, à cause de ses possessions coloniales indochinoises. Elle ne voulait pas non plus se laisser dépasser sur le plan diplomatique par l'Allemagne qui armait le Japon. La France était plutôt dans l'expectative avec le gouvernement japonais et lui avait même permis d'armer des navires de guerre sur ses chantiers.
Mais il s'agissait de seconder l'allié russe qui était le plus directement menacé par l'extension des sphères d'influence japonaises au nord de la Chine. Les intérêts français en Asie se situaient bien plus au sud, aux confins de l'Indochine, dans la vallée du Yunnan. La France se joint donc à la pression sur le Japon pour ne pas laisser penser à la Russie que seule l'Allemagne est capable de la soutenir.  
L'Empire allemand, quant à lui, n'était pas mécontent de détourner l'attention de la Russie de ses frontières occidentales et comptait sur sa neutralité ou même son appui dans ses ambitions coloniales. Elle-même visait le port de Qingdao (translittéré Tsing-Tao ou Tsingtau à l'époque), (dans le territoire de Kiao-Tcheou), dont elle obtiendra la concession en 1898.
L'Empire britannique ne sortait pas de son « splendide isolement », mais voyait avec méfiance, ainsi que les États-Unis, l'influence grandissante d'autres puissances européennes qui venaient concurrencer son empire maritime et sa puissance commerciale, mais elle préféra garder une neutralité bienveillante, même si elle formait les officiers de la marine impériale japonaise. Les États-Unis étaient plutôt favorables au Japon, comme le prouvera plus tard le règlement de la guerre russo-japonaise. 
Les puissances consolideront leurs intérêts commerciaux et obtiendront d'autres comptoirs en Chine, tandis que la Russie, soucieuse de ne pas se laisser dépasser, obtiendra de la Chine la concession de Port-Arthur, pour vingt-cinq ans, ce qui provoquera la colère du Japon qui convoitait la Corée.
Le Japon en profitera pour se lancer dans un programme d'industrialisation et une politique militariste, conseillé par l'Allemagne et soutenu diplomatiquement par la Grande-Bretagne.